# VfL Oythe
Der VfL Oythe ist ein Sportverein im Vechtaer Stadtteil Oythe. Der Verein wurde am 7. Juni 1947 gegründet und bietet die Sportarten Fußball, Gymnastik, Turnen, Volleyball und Gesundheitssport an.

## Volleyball

### Geschichte
Die Volleyballabteilung gründete sich im Jahre 1974, als der Verein eine Arbeitsgemeinschaft des Gymnasiums Antonianum aufnahm, damit die Frauen-Mannschaft am regulären Spielbetrieb teilnehmen konnte. Es folgte eine Serie von über 100 Spielen ohne Niederlage, die den VfL Oythe im Jahre 1979 in die 2. Bundesliga Nord führte. Dort schaffte die Mannschaft drei Jahre später den Aufstieg in die Bundesliga, wo das Team gleich in der Aufstiegssaison 1982/83 Vizemeister hinter dem SV Lohhof wurde. Der VfL Oythe erreichte 1981 und 1989 jeweils das Endspiel um den DVV-Pokal, verlor jedoch beide Spiele mit 0:3 gegen die TG Rüsselsheim bzw. CJD Feuerbach. In der Saison 1983/84 nahm der VfL Oythe am Europapokal der Pokalsieger teil und scheiterte im Viertelfinale am SC Dynamo Berlin. Der VfL stellte in dieser Zeit auch Nationalspielerinnen wie Marina Staden, Ute Hankers, Birgitta Rühmer, Susanne Schlarmann und Marita Hüninghake. Es folgten dritte Plätze in den Jahren 1984 und 1985. Von 1993 bis 1998 trat die Frauenmannschaft für den eigenständigen Volleyballverein 1. VC Vechta an. Gleich in der ersten Saison 1993/94 unter dem neuen Namen stieg die Mannschaft in die 2. Bundesliga ab.
In der folgenden Saison 1994/95 schaffte die Mannschaft mit 40:0 Punkten den direkten Wiederaufstieg. Als Vorletzter der Saison 1995/96 stieg der 1. VC Vechta prompt wieder aus der Bundesliga ab. Im Jahre 1998 zog der 1. VC Vechta die Mannschaft trotz sportlicher Qualifikation aus der 2. Bundesliga zurück und die Abteilung kehrte zum VfL Oythe zurück. Im Jahre 2008 wurde die erste Frauenmannschaft Meister der Regionalliga Nordwest und schaffte den Wiederaufstieg in die 2. Bundesliga Nord. Zurück in der 2. Bundesliga wurde der VfL Oythe 2010, 2012, 2013 und 2016 Vizemeister. In der Saison 2014/15 wurde die Mannschaft Meister, verzichtete aber aus finanziellen Gründen auf den Aufstieg. Nach einer hervorragenden Saison 2023/2024 mit 21 Siegen in 24 Spielen hat der VfL erneut die Meisterschaft der 2. Bundesliga Nord der Frauen errungen und sich den Aufstieg in die bundesweite 2. Bundesliga Pro gesichert.

### Erfolge
- Deutscher Vizemeister: 1983[4]
- Meister der 2. Bundesliga Nord: 2015 und 2024[5]
- DVV-Pokalfinalist: 1981, 1989[4]

### Hallen
Der Spielbetrieb der Volleyballabteilung findet in der Sporthalle beim Gymnasium Antonianum und der Sporthalle der Marienschule Oythe statt.

## Fußball

### Frauen
Die Frauenfußballmannschaft spielt seit 2006 in der Regionalliga Nord. Dort wurde die Mannschaft auf Anhieb Vizemeister, hatte allerdings 22 Punkte Rückstand auf den Meister FFC Oldesloe 2000. In der gleichen Saison nahm der Verein erstmals am DFB-Pokal teil. In der ersten Runde verlor man gegen den Zweitligisten FC Gütersloh 2000 mit 0:8. In der Saison 2008/09 nahm die Mannschaft erneut am DFB-Pokal teil und traf in der ersten Runde auf den Zweitligisten 1. FC Union Berlin. Das Spiel ging 3:5 nach Verlängerung verloren. Im Jahre 2012 stieg der VfL aus der Regionalliga ab und wurde ein Jahr später in die Landesliga Weser/Ems durchgereicht. Nach dem Neuanfang gelang dem VfL Oythe dann überraschend der Aufstieg in die Oberliga Niedersachsen West gleich im ersten Jahr. Der Vizemeister aus der Landesliga spielte in einem Relegationsspiel in Barsinghausen gegen die SVG Göttingen 07 und siegte dort mit 2:1. Im Jahre 2016 folgte der erneute Abstieg in die Landesliga. Aktuell spielt das Team in der Kreisklasse.

### Herren
Am regulären Spielbetrieb beteiligte sich der Verein in der Saison 1947/48 mit einer Fußballmännermannschaft und einer A-Jugend. Bis 1966 blieb die erste Mannschaft in der untersten Klasse auf Kreisebene. Dank eines engagierten Vorstandes ging es ab 1966 aufwärts. Im Jahre 1970 gelang der Aufstieg in die Bezirksklasse. 1978 folgte der Abstieg in die Kreisliga. 1981 gelang die Rückkehr in die Bezirksklasse. 1995 folgte der Aufstieg in die Bezirksliga. Im Jahr 2003 gelang nach einem Entscheidungsspiel gegen den FC Norden der Aufstieg in die Landesliga Weser-Ems. In der Saison 2009/10 spielte die 1. Männermannschaft in der Oberliga Niedersachsen-West, stieg jedoch als Tabellendreizehnter aufgrund der Einführung der eingleisigen Oberliga gleich wieder ab und spielte seit 2010 in der Landesliga Weser-Ems. Dort wurden die Oyther im Jahre 2015 Vizemeister hinter dem TuS Lingen. Drei Jahre später gelang der Aufstieg in die Oberliga Niedersachsen, aus der die Oyther in der Saison 2018/19 als Vorletzter gleich wieder absteigen mussten. Überschattet wurde die Saison durch den Tod des Trainers Paul Jaschke, der bei einem Hallenturnier einen Herzinfarkt erlitt und später an den Folgen verstarb. 2024 stiegen die Oyther wieder in die Bezirksliga ab.

### Stadion
Die Heimspiele werden im Stadion Oyther Berg ausgetragen. Das Stadion mit einer Kapazität für etwa 3.000 Zuschauer verfügt über eine überdachte Sitzplatztribüne für knapp 400 Personen. Im April 2024 hat der Verein die Spielstätte An der Hasenweide aufgegeben. Die Sportanlage Oyther Berg wurde großzügig erweitert und ist jetzt die neue Heimat der Fußballer des VfL.